# Mobile Athlon XP
I Mobile Athlon XP (Athlon XP-M) sono dei processori costruiti da AMD apposta per essere utilizzati su dei computer portatili. Sono identici ai normali Athlon XP a parte per il voltaggio minore, che serve a garantire fra l'altro una maggior durata delle batterie dei portatili e una minor dissipazione termica, punto dolente dei sistemi portatili, e l'assenza di un multiplier-lock. Quest'ultima mossa li rende in grado di gestire dinamicamente il moltiplicatore della CPU via software per fornire velocità maggiori e frequenze più alte in caso di necessità e di rallentare a prestazioni e consumi minori nei periodi di minore domanda da parte del sistema per aumentare l'autonomia.

## Varianti
L'Athlon XP-M rimpiazzò il precedente Mobile Athlon 4. L'unica differenza fra i due era che il Mobile Athlon 4 si basava sul vecchio core Palomino (rinominato Corvette in questa versione) mentre l'Athlon XP-M usa, oltre al core Palomino, i nuovi core Thoroughbred e Barton.
Naturalmente tutte le varianti di questa CPU supportano la tecnologia PowerNow! che serve appunto a ridurre la velocità della CPU quando il computer ha un minore carico di lavoro similmente alla tecnologia Intel SpeedStep della concorrenza.
Alcuni Athlon XP-M specifici per usi molto miniaturizzati e a bassa potenza (detti anche LowVoltage) sono stati prodotti anche con il Socket package Micro PGA piuttosto che lo standard Socket A; queste versioni dissipavano appena 25 Watt con un vCore di appena 1,25 Volt.
Gli Athlon XP-M divennero molto popolari sui computer desktop per le loro capacità di overclock e underclock all'inizio del 2004, in parte perché i loro moltiplicatori erano sbloccati e quindi la pratica dell'OC risultava molto fruttuosa. Gli Athlon XP-M sono strutturalmente identici alle versioni desktop ma sono scelti per la loro capacità di operare a voltaggi molto minori al normale e quindi, dal momento che sono così efficienti con un basso voltaggio, rispondono estremamente bene all'aumento del vCore del processore guadagnando molto di più dei cugini desktop. L'overclock degli Athlon XP-M era palesemente migliore di quello di un Desktop Athlon XP sbloccato con lo stesso core "Barton". Alcuni core Athlon XP-M Barton sono stati overcloccati con successo fino a 3,275 GHz.

## Modelli

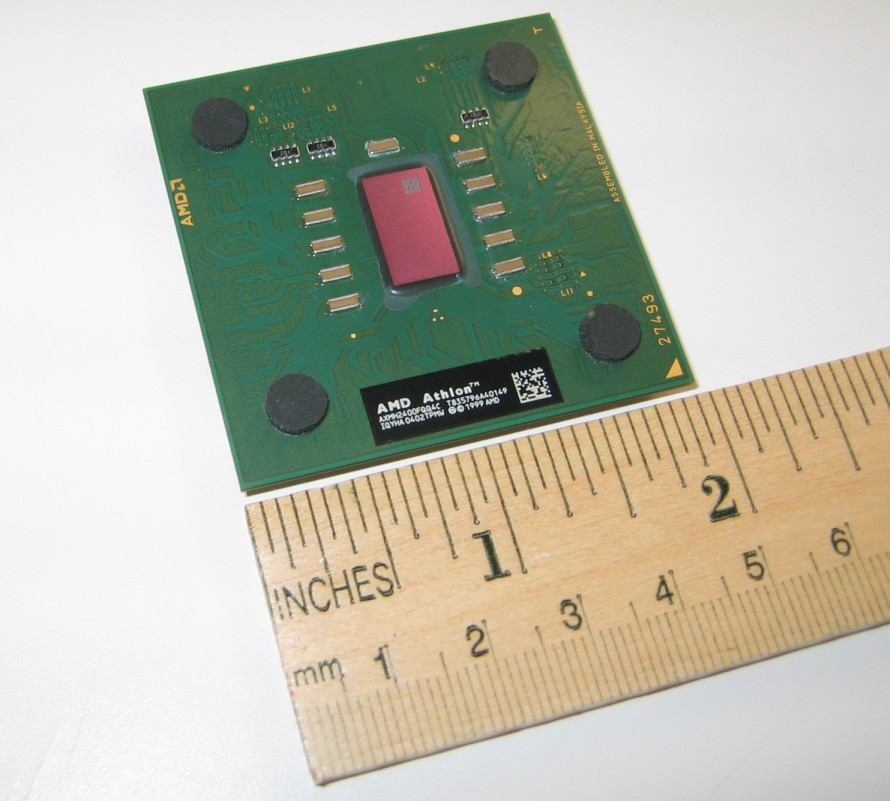

### Palomino (usciti come Mobile Athlon 4)
- L1-Cache: 64 + 64 kB (Dati + Istruzioni)
- L2-Cache: 256 kB interna al processore
- MMX, Extended 3DNow!, SSE, PowerNow!
- Socket A, EV6 a 100 MHz Front Side Bus (FSB 200)
- Voltaggio (VCore): 1,55 V Max
- Data uscita: 14 maggio 2001
- Processo produttivo: 0,18 µm
- Dati sul Die del processore: 129,26 mm² e 37,5 Milioni di Transistor
- Velocità: 850 - 1.200 MHz
  - 850 MHz 14 maggio 2001
  - 900 MHz 14 maggio 2001
  - 950 MHz 14 maggio 2001
  - 1.000 MHz 14 maggio 2001
  - 1.100 MHz 20 agosto 2001
  - 1.200 MHz 12 novembre 2001
- Usciti come primi XP-M con il PR Rating
  - 1500+: 1.300 MHz 28 gennaio 2002
  - 1600+: 1.400 MHz 13 marzo 2002

### Thoroughbred A/B

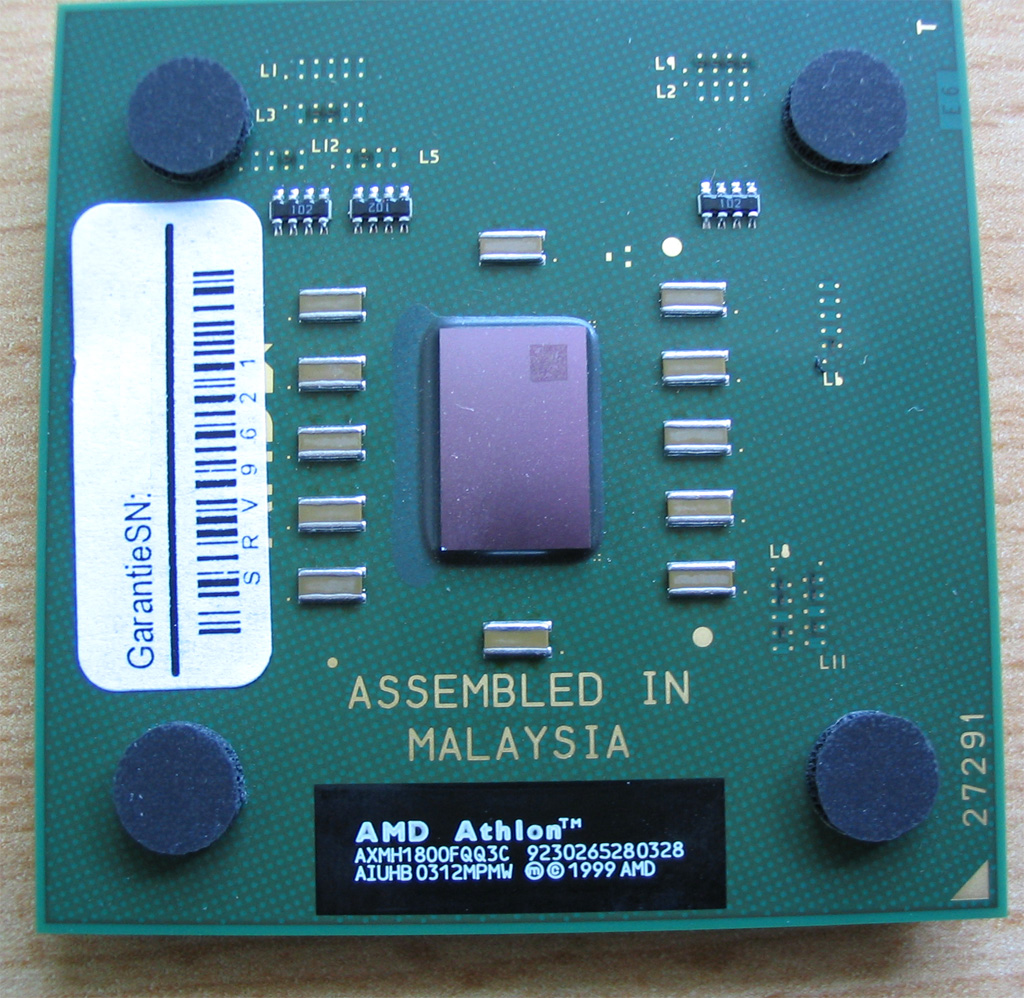
Athlon XP-M 1800+

- L1-Cache: 64 + 64 kB (Dati + Istruzioni)
- L2-Cache: 256 kB interna al processore
- MMX, Extended 3DNow!, SSE, PowerNow!
- Socket A, EV6 a 100 MHz (T-Bred A, FSB 200) e a 133 MHz (T-Bred B, FSB 266) Front Side Bus
- Voltaggio (VCore): Max 1,65V (Desktop Replacement)
- Data uscita: 17 aprile 2002
- Processo produttivo: 0,13 µm
- Dati sul Die del processore: 80,89 mm², 84,66 mm² e 86,97 mm² con 37,2 milioni di Transistor
- Velocità: 1.266 MHz - 2.133 MHz
  - Standard:
    - 1400+: 1.200 MHz 17 aprile 2002
    - 1500+: 1.333 MHz 17 aprile 2002
    - 1600+: 1.400 MHz 10 giugno 2002
    - 1700+: 1.466 MHz 10 giugno 2002
    - 1800+: 1.533 MHz 15 luglio 2002
    - 1900+: 1.600 MHz 24 settembre 2002
    - 2000+: 1.667 MHz 24 settembre 2002
    - 2200+: 1.800 MHz 11 novembre 2002

  - Versioni per notebook Desktop-Replacement:
    - 1500+: 1.333 MHz 11 novembre 2002
    - 1600+: 1.400 MHz 11 novembre 2002
    - 1700+: 1.466 MHz 11 novembre 2002
    - 1800+: 1.533 MHz 11 novembre 2002
    - 1900+: 1.600 MHz 11 novembre 2002
    - 2000+: 1.667 MHz 12 marzo 2003
    - 2200+: 1.800 MHz 12 marzo 2003
    - 2400+: 2.000 MHz 12 marzo 2003
    - 2500+: 2.083 MHz 12 marzo 2003
    - 2600+: 2.133 MHz 12 marzo 2003

  - LowVoltage:
    - 1400+: 1.266 MHz 12 marzo 2003
    - 1500+: 1.333 MHz 12 marzo 2003
    - 1600+: 1.400 MHz 12 marzo 2003
    - 1700+: 1.466 MHz 12 marzo 2003
    - 1800+: 1.533 MHz 12 marzo 2003

### Barton
- L1-Cache: 64 + 64 kB (Dati + Istruzioni)
- L2-Cache: 512 kB interna al processore
- MMX, Extended 3DNow!, SSE, PowerNow!
- Socket A, EV6 a 133 MHz Front Side Bus (FSB 266)
- Voltaggio (VCore): 1,35V (LowVoltage), 1,45V (Standard), 1,65V (Desktop Replacement)
- Data uscita: 7 giugno 2003
- Processo produttivo: 0,13 µm
- Dati sul Die del processore: 100,99 mm² e 54,3 Milioni di Transistor
- Velocità: 1.667 MHz - 2.200 MHz
  - Standard (45 watt):
    - 1900+: 1.466 MHz
    - 2000+: 1.533 MHz
    - 2100+: 1.600 MHz
    - 2200+: 1.667 MHz
    - 2400+: 1.800 MHz
    - 2600+: 2.000 MHz (47 watt)
    - 2800+: 2.133 MHz (1.55V - 53 watt)

  - Desktop Replacement (72 watt):
    - 2400+: 1.800 MHz
    - 2500+: 1.866 MHz
    - 2600+: 2.000 MHz
    - 2800+: 2.133 MHz 7 giugno 2003
    - 3000+: 2.200 MHz

  - LowVoltage (35 watt):
    - 1900+: 1.466 MHz 17 giugno 2003
    - 2000+: 1.533 MHz 17 giugno 2003
    - 2100+: 1.600 MHz 17 giugno 2003
    - 2200+: 1.667 MHz
    - 2400+: 1.800 MHz

### Dublin
Questo core non è fisicamente quello di un Athlon XP-M in quanto appartiene all'ottava generazione di processori AMD (Athlon 64, Sempron, Opteron). È qui presente in quanto prima dell'uscita ufficiale dei nuovi processori questi furono usati, con il nome dei vecchi XP-M, nella serie di portatili HP zv5200. Questi processori naturalmente montano Socket 754, per maggiori info si rimanda a Mobile Sempron.
- Revisione CG
- L1-Cache: 64 + 64 kB (Dati + Istruzioni)
- L2-Cache: 128 kB o 256 kB interna al processore
- MMX, Extended 3DNow!, SSE, SSE2, PowerNow!, NX-Bit
- Socket 754, Front Side Bus HyperTransport a 800 MHz
- Voltaggio (VCore): 1,40V
- Data uscita: Autunno 2004
- Processo produttivo: 0,13 µm (SOI)
- Velocità:
  - 2800+: 1.600 MHz (128 kB L2-Cache)
  - 3000+: 1.600 MHz (256 kB L2-Cache)